# The Belle of New York (1952)
The Belle of New York is een Amerikaanse muziekfilm uit 1952 onder regie van Charles Walters. Destijds werd de film in Nederland uitgebracht onder de titel Broadway rhythme.

## Verhaal
De New Yorkse rokkenjager Charles Hill geeft zijn familie kopzorgen door zich te verloven met revuemeisjes en hen op de trouwdag voor het altaar te laten staan. De compensatieregelingen lopen dikwijls hoog op. Wanneer hij verliefd wordt op de heilsoldate Angela Bonfils, besluit hij zijn leven om te gooien en een eerbaar beroep te zoeken.

## Rolverdeling
| Acteur           | Personage      |
| ---------------- | -------------- |
| Fred Astaire     | Charlie Hill   |
| Vera-Ellen       | Angela Bonfils |
| Marjorie Main    | Mevrouw Hill   |
| Keenan Wynn      | Max Ferris     |
| Alice Pearce     | Elsie Wilkins  |
| Clinton Sundberg | Gilford Spivak |
| Gale Robbins     | Dixie McCoy    |

## Filmmuziek
- When I'm Out with the Belle of New York
- Who Wants to Kiss the Bridegroom
- Let a Little Love Come In
- Seeing's Believing
- Baby Doll
- Oops
- A Bride's Wedding Day Song
- Naughty But Nice